# Pire (Žepče, BiH)
Pire su naseljeno mjesto u sastavu općine Žepče, FBiH, BiH. Do 2001. godine naselje se nalazilo u sastavu općine Maglaj.

## Poznate osobe
- fra Janko Ćuro, rkt. svećenik, definitor franjevačke provincije sv. Križa Bosne Srebrene

## Stanovništvo
Nacionalni sastav stanovništva 1991. godine, bio je sljedeći:
ukupno: 384
- Hrvati - 382
- Srbi - 1
- Jugoslaveni - 1